# ناوشکن کلاس آنشان
دیسترویر کلاس آنشان (به انگلیسی: Anshan-class destroyer) یک کلاس از کشتی است که طول آن 112.9 meters می‌باشد.